# De Koer (Amsterdam)
De Koer (wat binnenplaats betekent) was een discotheek in Amsterdam van 1980 tot 1983. Het was de eerste eigen club van dj en muziekproducent Eddy de Clercq. Deze wordt beschouwd als een van de pioniers van de Nederlandse dance-cultuur. De club bood een muzikaal menu van new wave, punk en disco. Ook was er in de discotheek een variabel aanbod van liveoptredens en performances. Optredens van Peter Giele, Fad Gadget, Soviet Sex, Marine, The Raincoats vonden plaats voor een gemêleerd publiek van punkers en yuppen naast discofreaks.